# Modero Nsimba Matondo
 (avril 2021).
Modero Nsimba Matondo  est un  homme politique de la république démocratique du Congo et ministre de Tourisme dans le gouvernement Lukonde.

## Biographie
Modero Nsimba est élu député du territoire de la circonscription[pas clair] de Moanda dans la province du Kongo central[Quand ?].
Il fut directeur général de l'organisation pour l'équipement Bana-Kinshasha (OEBK)[Quand ?]
 le 21 mars 2024, Modero Nsimba est poursuivi devant la Cour de cassation de Kinshasa, Modero Nsimba est poursuivi de « propagation de faux bruits ».